# Heather Hunter
Heather Keisha Hunter (The Bronx, 1º ottobre 1969) è un'ex attrice pornografica, artista e musicista statunitense, conosciuta anche con il soprannome Double H, attiva a partire dagli anni ottanta in svariati campi artistici.

## Carriera

### Film porno e televisione
Heather Hunter entrò nel mondo dei film a luci rosse nel 1988 e la sua carriera di attrice porno raggiunse l'apice nella metà degli anni novanta. Presto divenne famosa per le sue scene di sesso interrazziale e di lesbismo.
La sua carriera ebbe inizio quando, ingaggiata come ballerina e spogliarellista nel night club "Latin Quarter" di New York, incontrò l'attrice porno Hyapatia Lee, che le suggerì di apparire in qualche film hard. Il suo primo video, Heather Hunter On Fire, uscì nel 1988. Successivamente girò parecchie pellicole a budget ridotto per la casa produttrice Vidway con base a New York prima di trasferirsi a Los Angeles per poi diventare la prima attrice porno di colore ad essere messa sotto contratto dalla Vivid Entertainment. Con loro girò 69 film pornografici e ne diresse 1; l'ultimo film hard nel quale apparve fu Honeywood del 1999. Vecchie scene di repertorio con la Hunter in azione continuano a tutt'oggi ad essere incluse in numerose compilation.
Per un certo periodo di tempo, durante il soggiorno a Los Angeles, la Hunter lavorò come ballerina nello show televisivo Soul Train.
Heather Hunter è stata introdotta nella AVN Hall of Fame nel 2003. Lo stesso anno è apparsa sugli schermi la sua personale serie a cartoni animati intitolata Bulletproof Diva, nella quale il suo personaggio salva il mondo dai dannati dell'inferno.
Nel 2004 lei e Ginger Lynn hanno partecipato in ruoli non hard alla trasmissione Can You Be A Pornstar? promossa dalla rivista Hustler. Nel 2022 è stata inserita anche nella Hall of Fame dagli XRCO Awards.

### Carriera musicale
Heather Hunter si è cimentata con l'industria musicale sin dal 1993, quando era sotto contratto con la prestigiosa Island Records per incidere brani di house music. Per la Island pubblicò un singolo intitolato I Want It All Night Long. In seguito lavorò per la Tommy Boy Records senza riscuotere troppo successo, dato che la compagnia non sapeva se etichettarla come artista R&B o Pop e di conseguenza a quale tipo di pubblico indirizzarla.
Il 12 luglio 2005 la Hunter ha pubblicato un album di musica rap intitolato Double H: The Unexpected. Il disco venne distribuito dalla Blo Records, etichetta di proprietà del suo manager di lunga data, Dave Copeland. Heather Hunter fa parte del consiglio d'amministrazione della società. Nel creare l'album, collaborò con i celebri produttori discografici DJ Premier e Scott Storch. Ospiti del suo album figurano Akinyele, Madison Taylor, Chalu e Erin Yes. Il brano So Serious fu l'unico singolo estratto dall'album. Il titolo del singolo stesso e dell'album sono un esplicito riferimento al desiderio della Hunter di essere presa seriamente in considerazione come artista hip hop.
Dal 1998 al 2000, Heather Hunter condusse la trasmissione The Peep Show sulla TV via cavo. Fu proprio nel corso di una puntata del programma andata in onda nel 1998, che incontrò il rapper Akinyele, il quale la incoraggiò ad intraprendere la carriera musicale dopo aver ascoltato alcuni dei suoi demo.
Infine la Hunter ha collaborato con il musicista rap Esham per il brano All Night Everyday presente nel suo album Tongues.

### Pittura e scrittura
Heather Hunter dimostrò di interessarsi al mondo dell'arte fin da bambina, quando iniziò a dipingere ritratti dei membri della sua famiglia. Portò avanti la sua passione per il design e l'illustrazione anche alle scuole superiori frequentando la High School of Fashion Industries di New York. Per un breve periodo durante l'adolescenza, svolse l'attività illegale di writer come artista di strada con il nome "Ms. 45", ma smise dopo essere stata denunciata dalla polizia.
Nel giugno 2006, la Hunter ha aperto la sua propria galleria d'arte, la "Artcore-NYC", a Brooklyn, New York. Lì ha messo in mostra la sua serie di dipinti "Hunter Collection".
Il 24 luglio 2007 è stato pubblicato il suo primo romanzo, Insatiable: The Rise of a Porn Star, scritto da lei stessa in collaborazione con Michelle Valentine. Il romanzo narra la storia dai forti connotati autobiografici del personaggio di Simone Young, una giovane donna con alle spalle una carriera da pornostar. Nel corso di un'intervista, la Hunter ha implicitamente ammesso che nella storia ha utilizzato nomi fittizi per non coinvolgere persone reali. Una causa per plagio le è stata intentata da Dianne Miller; che accusa la Hunter di aver copiato per il suo romanzo, abbondanti stralci dal manoscritto che lei stessa le aveva mandato in visione nel 2005. Nel novembre 2008, la Hunter è stata assolta dalla maggior parte delle accuse.

## Vita privata
La Hunter ha apertamente dichiarato di essere bisessuale.

## Filmografia hard e non
- Can You Be a Pornstar? 3 & 4 (2004)
- The Black Ninja - Giustizia nera (2003)
- Bulletproof Diva (2003) - cortometraggio cartoni animati
- Snipes (2003)
- The Boss' Wife (2001)
- Hawaiian Blast (1999)
- Where the Boys Aren't 10 (1998)
- He got game - Egli ha vinto (1998)
- Buck Shot (1998)
- Bad Girls 10: In the Cage (1998)
- Chasin' Pink 2: Creepshow (1998)
- Mission: Erotica (1998)
- Heat (1997)
- Cream on 2 (1997)
- Cream On (1997)
- Miss Judge (1997)
- I Want It All (1996)
- Stardust 8 (1996)
- Stardust 7 (1996)
- Black Flyz #2 (1996)
- The End (1995)
- The Stiff (1995)
- Fashion Plate (1995)
- Dear John (1993)
- Frankenhunter (1993)
- Torch 2 (1991)
- Lusty Dusty (1991)
- Two Girls for Every Guy (1991)
- Dark Star (1991)
- Blue Jean Brat (1991)
- Frankenhooker (1990)
- Torch (1990)
- Performance (1990)
- Heather Hunted (1990)
- Screw the Right Thing (1990)
- Positions Wanted (1990)
- Designer Genes (1990)
- Brat Pack (1990)
- Heather (1990)
- I Twice as Nice (1989)
- Hung Jury (1989)
- Hot Talk Radio (1989)
- Heather's Home Movies (1989)
- Red Head (1989)
- Coming on America (1989)
- Heather Hunter on Fire (1988)

## Discografia

### Album
- 2007: Double H: The Unexpected

### Singoli
- 1993: I Want It All Night Long
- 2005: So Serious
- In Love
- Orgasmic

## Riconoscimenti
- AVN Awards
  - 2003 – Hall of Fame[8]
- XRCO Award
  - 2022- Hall of Fame[9]

## Interviste
- Heather Hunter: Not What You'd Expect, MVRemix, giugno 2005
- Double H-Heather Hunter Intervista, Tha Biz, giugno 2005
- Heather Hunter: Life After Porn Stardom, Black Voices, luglio 2007
- Inside Out With Heather Hunter, Urban Reviews, agosto 2007